# San Antonio Acutla
San Antonio Acutla är en kommun i Mexiko.   Den ligger i delstaten Oaxaca, i den sydöstra delen av landet, 250 km sydost om huvudstaden Mexico City.